# Torfbroek
Het Torfbroek is een natuurgebied dat zich onder het dorp Berg uitstrekt, in de provincie Vlaams-Brabant. Het wordt voornamelijk gekenmerkt door zijn grote vijvers, enkele zeldzame planten en een merkwaardige geschiedenis als cultuurlandschap. Het gebied is Europees beschermd als onderdeel van Natura 2000-gebied 'Valleigebied tussen Melsbroek, Kampenhout, Kortenberg en Veltem (BE2400010).

## Beschrijving
Het huidige natuurgebied beslaat het westelijke deel van wat ooit een groot laagveenmoeras was. Net als het naburige Silsombos en Floordambos is het een van de weinige laagveengebieden ten noorden van de Maas met een sterk alkalisch karakter. Deze gebieden worden gekenmerkt door een voedselarme bodem die onder invloed is van ijzer- en kalkrijke kwel. Het Torfbroek watert af via de Keibeek, en die komt via de Weesbeek in de Dijle terecht. De grote centrale vijver is een restant van ingrijpende werkzaamheden die van de jaren 30 tot en met de jaren 50 duurden. De vijver wordt door hoge vegetatie afgeschermd van de bebouwing errond (voornamelijk aan de noordzijde). Ten zuiden van het Torfbroek is het pre-moderne, landelijke landschap en de overgang van het moeras naar de kouters goed bewaard gebleven. Ten oosten van het natuurgebied, ligt de verkaveling 'Ter Bronnen', wat het oostelijke deel van het oorspronkelijke Torfbroek vormt. Ondanks de bebouwing vormt het centrale parkgebied (5,5 ha) van de verkaveling, met een vijver en oeverzones, nog een waardevol restant van het oude moeras. Dat bewijst het grasland ten westen van de vijver, dat de grootste rijkdom aan plantensoorten heeft van het hele gebied.

## Geschiedenis

### Fossiele riviervallei
Het oud alluvium dat men terugvindt in het Torfbroek wijst op het bestaan van een fossiele riviervallei, eventueel van een oer-Demer, die in het westen uitmondde ten noorden van Vilvoorde. Verschillende andere gelijkaardige moerasbossen vormen nog een restant van deze fossiele vallei: het Silsombos (watert nu ook af naar de Dijle), het Hellebos (watert nu af via de Barebeek naar de Dijle) en de vallei van de Trawool (Floordambos, Peutiebos, Vilvoorde-Broek).

### Middeleeuwen en Moderne Tijd
Aan het begin van de dertiende eeuw was het Torfbroek onder de naam het Laar eigendom van hertogen van Brabant. Hertog Hendrik III schonk in de dertiende eeuw het vruchtgebruik van dit veenmoeras aan de bewoners van Berg en Nederokkerzeel. De naam van de Laarstraat, die Nederokkerzeel met de zuidelijke rand van het Torfbroek verbindt, duidt daar nog op. In ruil voor een vergoeding mochten de bewoners het gebied gebruiken. Ze deden dit door turf te steken, vee te laten grazen, riet te snijden, brandhout te hakken en (eenmaal per jaar) te vissen. Het jachtrecht bleef bij de hertog. Het turfsteken gaf het Laar een nieuwe naam: torf-broek. Op kaarten uit de achttiende en negentiende eeuw zijn er verschillende vijvers zichtbaar in het Torfbroek. In de negentiende eeuw werd het gebied eigendom van de gemeentes Berg en Nederokkerzeel. Ontgonnen delen van het gebied werden toen gebruikt voor de vlasteelt.
Tegen het einde van de 19e eeuw was het nut van het Torfbroek voor de bewoners sterk verminderd. Er werd geen turf meer gestoken en er was minder behoefte aan hakhout. In 1896 werd maar net afgezien van de verkoop van het gebied aan de gemeente Schaarbeek voor de aanleg van een stortplaats.

### Twintigste eeuw
In 1918 werd het Nederokkerzeels gedeelte van het broek verkocht aan Edouard Van Bellinghen. Op 1 september 1928 werd het Bergse deel van het Torfbroek verkocht aan projectontwikkelaar Compagnie immobilière de Campenhout, ook van Edouard Van Bellinghen. In de jaren 1930 werd een merkwaardig, groot stedenbouwkundig project opgezet om het gebied te ontwikkelen tot een elitaire 'cité-jardin' met plaats voor woningen in een park-achtige omgeving met luxueuze openbare faciliteiten. De woningen zouden divers in type moeten zijn: cottages, moderne villa's en bungalows. Er werden bijkomende vijvers gegraven: de grote vijver in het westelijke deel (voor kanovaren en zwemmen), de kleine vijver ten zuidwesten van de grote vijver (voor sportvissen) en een recreatievijver op grondgebied Nederokkerzeel. Tussen de grote vijver en de visvijver in het westen werd een parking aangelegd die ontsloten werd via de Visserijlaan, die aangelegd zou worden als beukendreef. Bij het noordelijke einde van de visvijver werd een café gepland en bij de derde vijver een strand en tea-room. In het zuidoosten van het huidige natuurreservaat werd een hotel met groot 'solarium' (zonnestrand) en vijf tennisvelden voorzien.
In dezelfde periode gingen er ook stemmen op om le fond de Berg te beschermen van de geplande ontwatering. Ondanks plantenkundige studies die de waarde van het gebied duiden, kreeg de projectontwikkelaar toch de zegen, voornamelijk omdat de voorbereidende drainagewerken al gestart waren en dit al tot (grote) schade had geleid.
Na de Tweede Wereldoorlog werd het originele plan als gedateerd beschouwd. Ook de natte bodem bemoeilijkte de realisatie van het project. Er werden slechts weinig woonhuizen gerealiseerd volgens het originele plan. Het Tudor-kasteel (oorspronkelijk voorzien als restaurant) en twee cottages zijn enkele realisaties. De aanleg van het westelijke deel werd al snel gestaakt. Enkel de Torfbroeklaan en Visserijlaan werden aangelegd. Na bevestiging van de planning in de gewestplannen, werd het oostelijke gedeelte wel 'afgewerkt' als verkaveling: een woonpark met centraal in het geheel de centrale vijver die beschermd werd als 'parkgebied'. Vele kavels bleven echter onbebouwd en kwamen in 1977 in beheer van Natuurreservaten vzw, later Natuurpunt. In 1981 werd het het eerste erkende natuurgebied van Vlaanderen.

## Biodiversiteit
Het Torfbroek kent een aantal goed ontwikkelde, zeldzame biotopen zoals blauwgrasland, kalkmoeras en trilvenen. Dit harmonieus geheel van biotopen is de laatste groeiplaats in Vlaanderen van grote muggenorchis, knopbies, weegbreefonteinkruid en schubzegge. Daarnaast komen ook breed wollegras, armbloemige waterbies, vlozegge, ronde zegge, gele zegge, blonde zegge, galigaan en moeraswespenorchis er nog uitbundig voor hoewel deze soorten uiterst zeldzaam zijn in de rest van Vlaanderen. Daarnaast was het gebied erg bekend voor zijn weelderige populatie groenknolorchissen, maar de vijvergraafwerken in het begin van de  jaren '50 maakten daar een einde aan. Nu het landschap na 40 jaar natuurbeheer hersteld is, acht men een terugkeer van de soort mogelijk.
Het aantal waargenomen plantensoorten bedraagt boven de vierhonderd en ongeveer 120 soorten vogels bevolken het gebied. Deze laatste worden voornamelijk aangetrokken door de uitgestrekte rietvelden. Daarnaast stimuleert de  aanwezigheid van helder, open water het massaal voorkomen van libellen, waarvoor het gebied gekend is in de leemstreek. In 2020 werden er 32 soorten geteld, waaronder vier Rode Lijstsoorten (vroege glazenmaker, variabele waterjuffer, bruine korenbout  en beekoeverlibel).

## Afbeeldingen

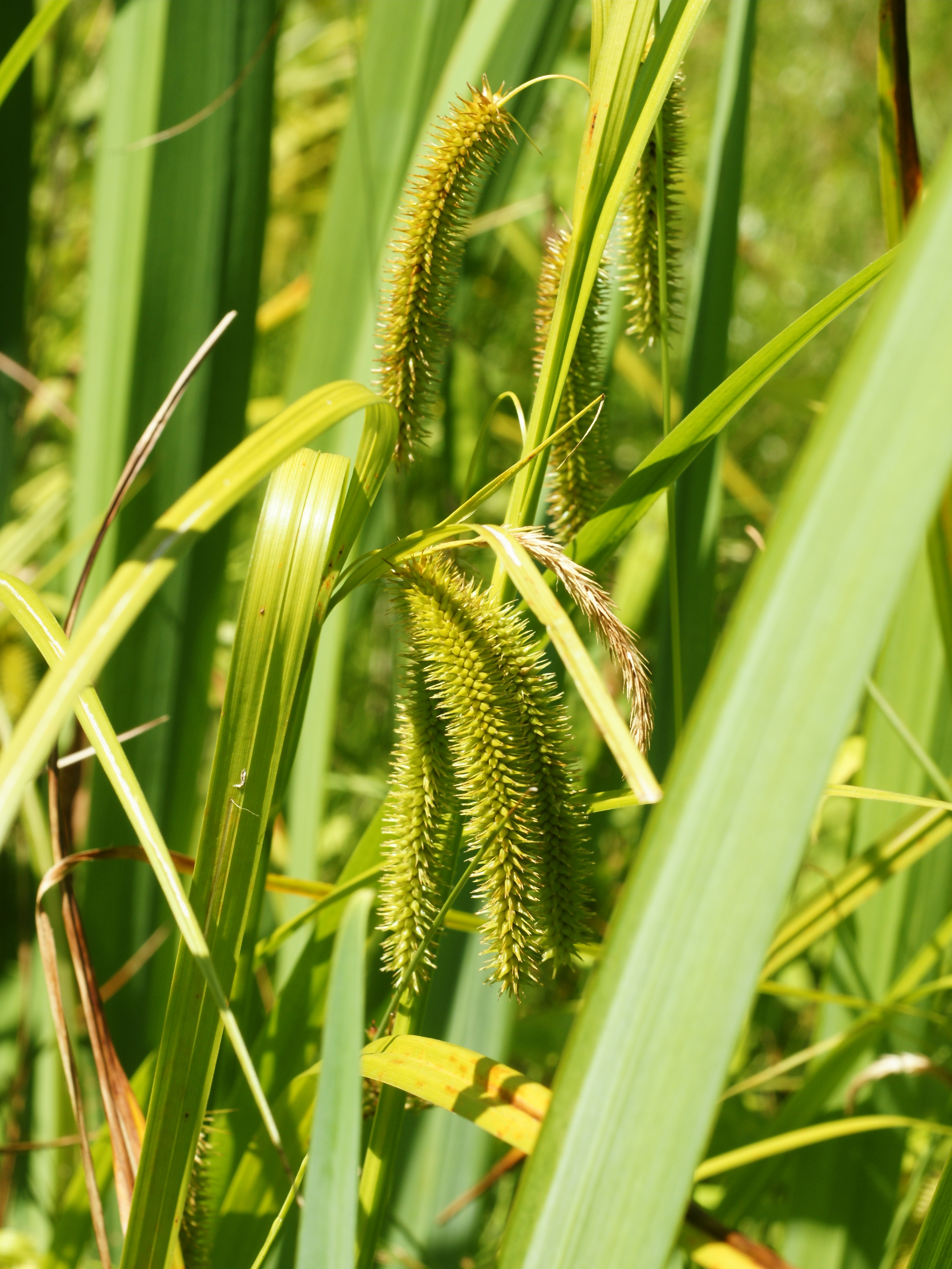
hoge cyperzegge (Carex pseudocyperus) in het Torfbroek
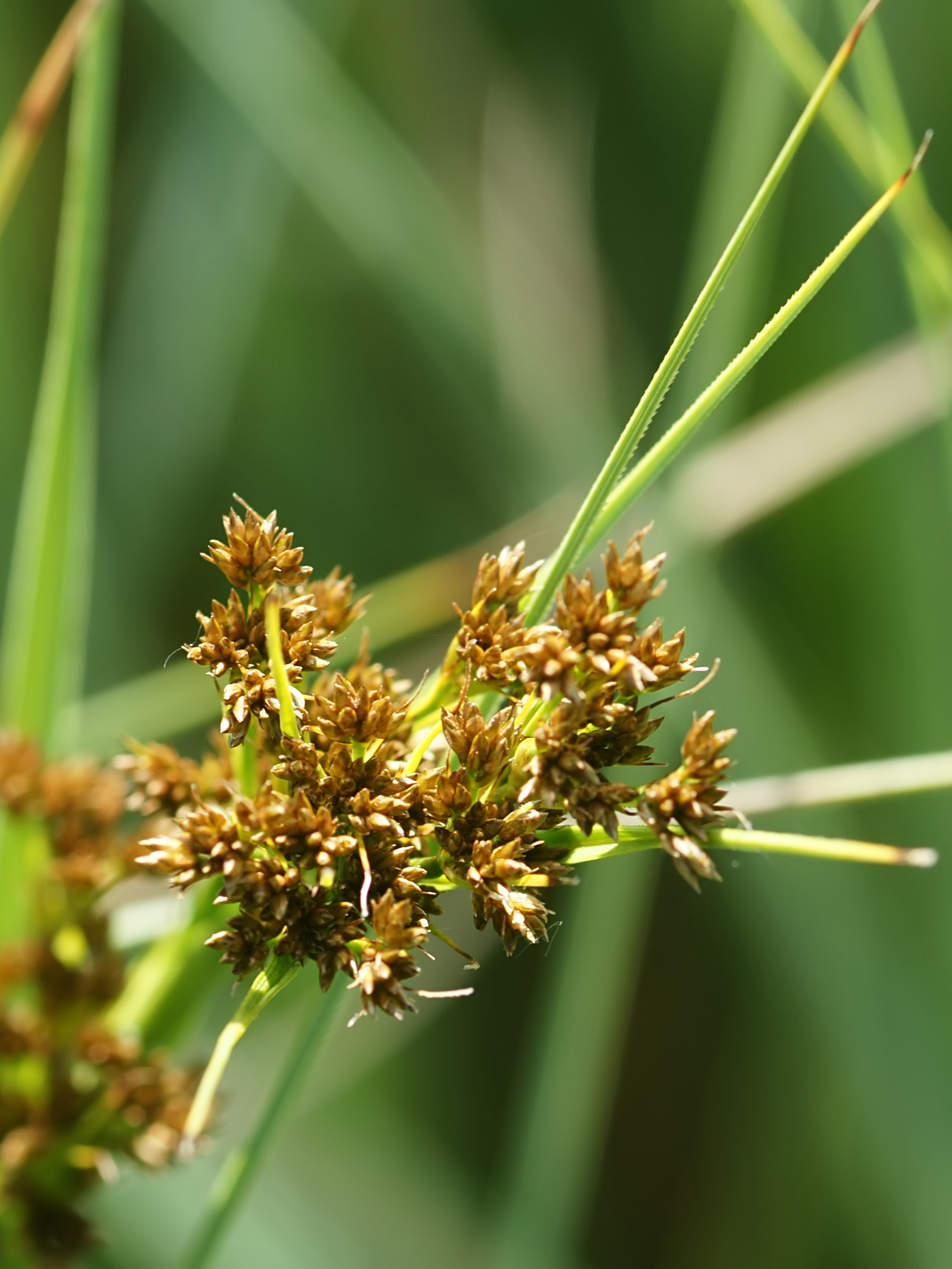
galigaan (Cladium mariscus) in het Torfbroek
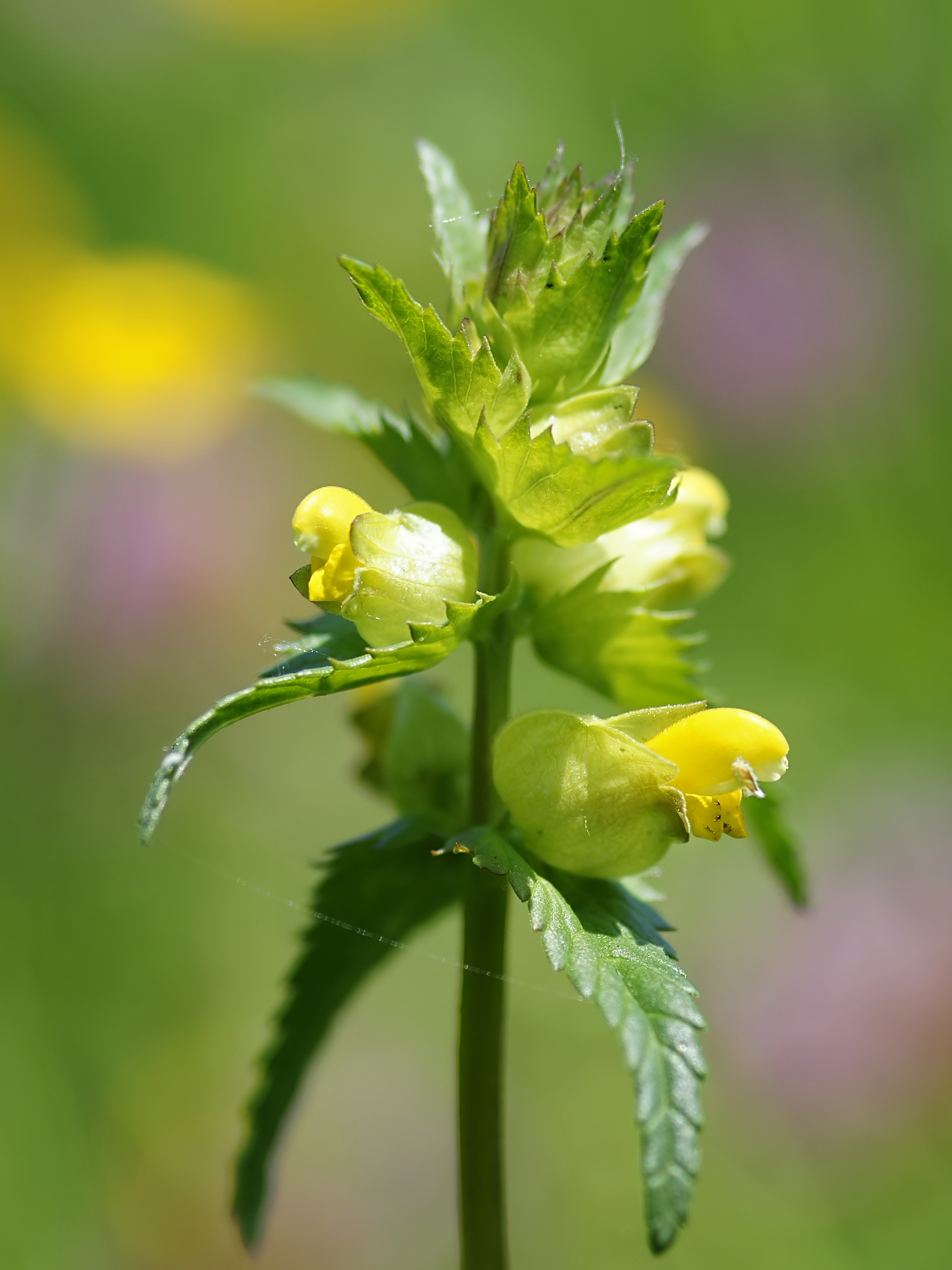
kleine ratelaar (Rhinanthus minor) in het Torfbroek
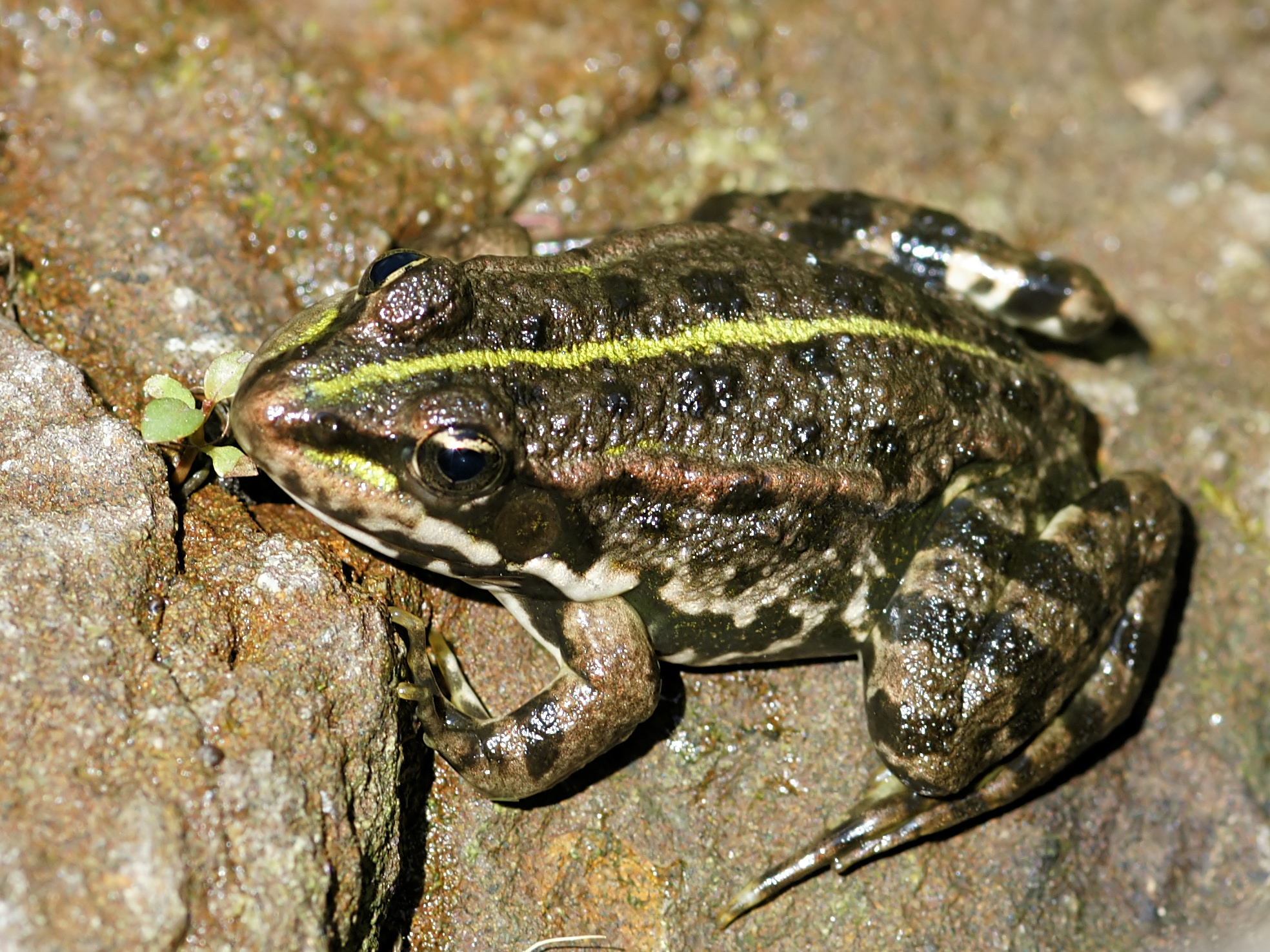
meerkikker (Pelophylax ridibundus) in het Torfbroek
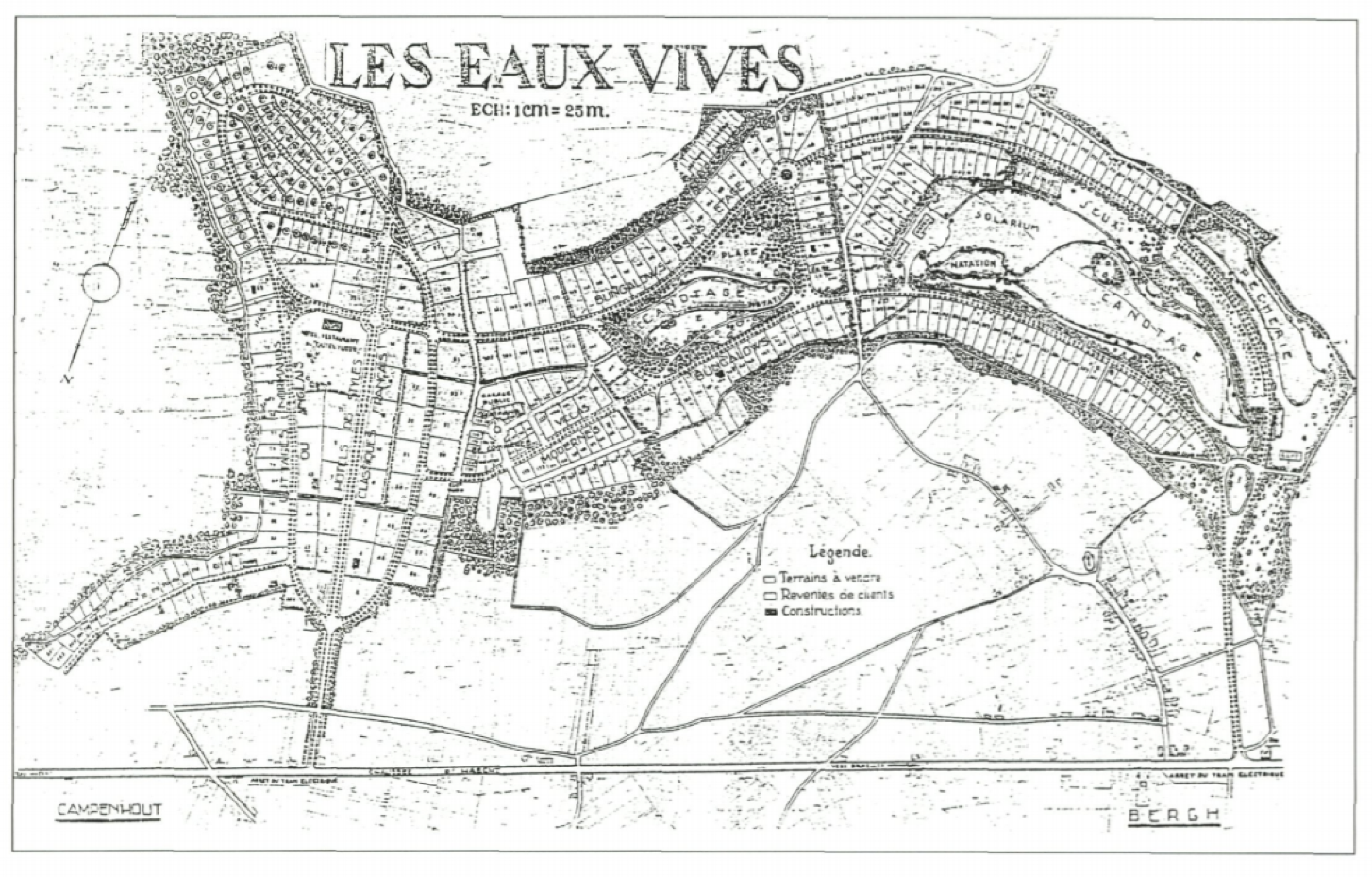
Oorspronkelijke verkavelingsplannen 'Les Eaux Vives'